# Max-Herrmann-Preis
Der Max-Herrmann-Preis ist ein deutscher Bibliothekspreis, der seit 2000 vom Verein der Freunde der Staatsbibliothek zu Berlin vergeben wird. Ein namensgleicher Preis war bereits von 1979 bis 1991 von der Deutschen Staatsbibliothek in Ost-Berlin an Bibliothekare ihres Hauses vergeben worden. Beide Preise erinnern an den Berliner Theaterwissenschaftler Max Herrmann, der 1942 von den Nationalsozialisten nach Theresienstadt deportiert wurde und dort im selben Jahr getötet wurde.

## Geschichte

### Preis der Deutschen Staatsbibliothek (Ost-Berlin)
Max Herrmann hatte 1916 die Bibliothek Deutscher Privat- und Manuskriptdrucke in der Staatsbibliothek Berlin gegründet. Die Deutsche Staatsbibliothek vergab unter ihrer Generaldirektorin Friedhilde Krause von 1979 bis 1991 „stellvertretend für eine nicht zu zählende Reihe deutscher Juden“ einen „nach Max Herrmann benannten Preis an besonders engagierte Mitarbeiter des Hauses“.
Preisträger waren:
- 1979 Ruth Lohmann
- 1980 Martin Koch
- 1981 Eveline Bartlitz
- 1982 Ilona Steinbrück
- 1983 Rita Fischer
- 1984 Barbara Deschoufour
- 1985 Hilde Glotz
- 1986 Ilse Hub
- 1987 Margot Apel
- 1988 Brigitta Knorr
- 1989 Irmgard Passing
- 1990 Anja Rehfeldt

Die Übergabe des Preises sollte am 10. Mai jedes Jahres, dem Tag der Bücherverbrennung von 1933, erfolgen.

## Preis des Vereins der Freunde der Staatsbibliothek
Auf Initiative von Heinz Knobloch stiftete der Verein der Freunde der Staatsbibliothek zu Berlin im Jahr 2000 den Max-Herrmann-Preis neu mit dem Ziel, Persönlichkeiten zu ehren, „die sich in besonderer Weise um das Bibliothekswesen und die Staatsbibliothek zu Berlin verdient gemacht haben“. „Alternativ kann eine Persönlichkeit geehrt werden, die als Schriftsteller*in, Wissenschaftler*in, Verleger*in oder Bibliotheksmitarbeiter*in politische Verfolgung erfährt oder eine Persönlichkeit, die sich für die den Verfolgten des NS-Regimes gewidmete Gedenk- und Erinnerungskultur engagiert.“ Die Verleihung findet wiederum zumeist am 10. Mai statt. Sie ist verbunden mit der Überreichung eines Faksimiles aus den Beständen der Staatsbibliothek.

### Träger des Preises
- 2000 Cécile Lowenthal-Hensel
- 2001 Paul Raabe
- 2002 Wolfgang Frühwald
- 2003 Klaus G. Saur
- 2005 Jekaterina Geniewa
- 2007 Bernhard Fabian
- 2008 Karin von Welck
- 2009 Günter de Bruyn
- 2010 Inge Jens
- 2011 Georg Siebeck vom Mohr Siebeck Verlag
- 2012 Micha Ullman
- 2013 Ingeborg Berggreen-Merkel
- 2014 B.H. Breslauer Foundation New York
- 2016 Wim Wenders
- 2017 Klaus Wagenbach
- 2018 Arbeitsgemeinschaft der Gedenkstättenbibliotheken (AGGB)
- 2019 Bara’a Al-Bayati, Irak, und Freshta Karim, Afghanistan[4]
- 2020 Götz Aly
- 2022 Clegg & Guttmann[5]
- 2023 Carola Pohlmann[6]
- 2025 Monika Grütters